# Bernard M. Bass
Bernard Morris Bass (* 11. Juni 1925 in The Bronx, New York; † 11. Oktober 2007, Binghamton) war ein US-amerikanischer Psychologe und Professor an der Binghamton University in New York.

## Leben
1949 erlangte Bass sein Ph.D. in Wirtschaftspsychologie von der Ohio State University. Über Stationen an der Louisiana State University, der University of California in Berkeley, der University of Pittsburgh und Rochester gelangte er schließlich an die SUNY-Binghamton, der späteren Binghamton University, wo er emeritierte.

## Arbeiten
Bass’ bekannteste Leistung ist die Vereinigung der Felder der industriellen und organisatorischen Psychologie. Die Organisationspsychologie soll er nach Angaben der Society for Industrial and Organizational Psychology damit sogar erfunden haben. In den 1970er schrieb er eine Review von James MacGregor Burns Bestseller Leadership in welcher Burns sein Konzept der transaktionalen Führung vorstellte. Bass kombinierte Burns Theorien mit seiner praktischen Erfahrung. Die transaktionale Führung bleibt weiterhin Burns Leistung. Während sich Burns aber primär der ethischen Dimension zuwandte, untersuchte Bass die Wirksamkeit der Methode. Ihn interessierte, wie Führer ihre Gefolgschaft beeinflussen. Für Bass lag die wesentliche Erkenntnis darin, wie ein Führer sein Charisma entwickelte und das Vertrauen seiner Gefolgschaft gewann.
Er vertrat den Standpunkt, dass Führungsfiguren einerseits Rollenvorbilder sein müssten, andererseits aber den Status quo herausfordern müssten. Aus dieser Idee entwickelte er eine moralisch neutrale Theorie der Führung. Anders als bei der transaktionalen Führung musste der transformationale Führer die höher angesiedelten Bedürfnisse der Menschen ansprechen.  Der Führer wird demnach zu einem Visionär, der seiner Gefolgschaft das Gefühl vermitteln kann, einer größeren Sache zu dienen. Dabei stützt sich der Führer auf die persönliche Beziehung mit den Mitgliedern der Gefolgschaft.
In der Laudatio zur Verleihung des Distinguished Scientific Contributions Awards, 1994, wurden mehr als ein Dutzend seiner wichtigen Beiträge zur industriellen-organisationellen Psychologie genannt, darunter die führerlose Gruppendiskussion, die noch heute für Assessment-Center verwendet wird, Feedback auf Umfragen (survey feedback), Empowerment, Film- und Computernetzwerk-Feedback, bedingtes Verstärken (contingent reinforcement), Erziehung zum partizipativen Management sowie Führung mit seinen bahnbrechenden Lehrbüchern der 1960er und 70er Jahre, die die theoretischen Grundlagen für einige der industriellen-organisationellen Themengebiete legten.
1981 stieß Bruce Avolio zum Stab der Professoren in Binghamton. Er arbeitete mit Bass an der Weiterentwicklung der Idee der Führungseigenschaften als eine zu entwickelnde Fähigkeit. Das Ergebnis ihrer gemeinsamen Arbeit war das Full Range Leadership Model. Hier werden die Eigenschaften von Führern mit psychometrischen Tests untersucht und die Entwicklung operationalisiert.

## Ehrungen
1994 wurde Bass durch die Society for Industrial and Organizational Psychology mit dem Distinguished Scientific Contributions Award ausgezeichnet. 2001 wurde ihm zu Ehren eine Festschrift verfasst. 2006 folgte der Eminent Leadership Scholar Award der Leadership Network of the Academy of Management.

## Bibliographie
Bass wurde weit zitiert. Seine Bücher und Artikel wurden ins Französische, Deutsche, Spanische, Portugiesische, Italienische und Japanische übersetzt. An seinem Schlüsselwerk, dem Handbook of Leadership, arbeitete er kurz vor seinem Tod an der vierten Auflage.

### Bücher (Auswahl)
- Leadership, psychology, and organizational behavior (1959)
- Organizational psychology (1965)
- Training in industry: the management of learning (1966)
- Bass and Stogdill's Handbook of Leadership, Free Press (1981)
- Leadership and performance beyond expectations (1985)
- Improving organizational effectiveness through transformational leadership (1993)
- Transformational leadership : industrial, military, and educational impact (1997)

### Artikel in Fachzeitschriften
- Bass, B. M. (1990). From transactional to transformational leadership: Learning to share the vision. In: Organizational Dynamics, 18(3), 19–31.
- Bass, B. M., & Avolio, B. J. (1993). Transformational leadership and organizational culture. In: Public Administration Quarterly, 17(1), 112–121.
- Bass, B. M. (1997). Does the transactional–transformational leadership paradigm transcend organizational and national boundaries?. In: American Psychologist, 52(2), 130.
- Avolio, B. J., Bass, B. M., & Jung, D. I. (1999). Re‐examining the components of transformational and transactional leadership using the Multifactor Leadership. In: Journal of Occupational and Organizational Psychology, 72(4), 441–462.
- Bass, B. M., & Steidlmeier, P. (1999). Ethics, character, and authentic transformational leadership behavior. In: Leadership Quarterly, 10(2), 181–217.